# Leopoldo Usseglio
Leopoldo Usseglio (Torino, 15 novembre 1853 – Lanzo Torinese, 26 settembre 1919) è stato uno storico e politico italiano, sindaco di Torino nel 1917.

## Biografia
Figlio dell'avvocato e presidente della Corte di Cassazione Giovanni Battista e nipote del senatore Giovanni Filippo Galvagno, si laureò in Giurisprudenza all'Università degli Studi di Torino e si dedicò agli studi storici, pubblicando numerose monografie. In tale veste fu chiamato a far parte della Deputazione subalpina di storia patria.
Sindaco di Lanzo dal 1880 al 1887, fu eletto nel consiglio consiglio comunale di Torino nel 1899 e negli anni successivi fu assessore con i sindaci Casana, Badini Confalonieri, Frola e Rossi.
Fu tra i promotori dell'istituzione di una Facoltà di Economia e Commercio all'Università di Torino, cosa che si realizzò nel 1906.
Nel 1917, dopo le dimissioni di Teofilo Rossi, fu eletto sindaco di Torino, ma si dovette dimettere a ottobre dello stesso anno, in seguito alle polemiche per la violenta e sanguinosa repressione delle manifestazioni popolari contro la penuria di generi alimentari.
Morì nella sua villa di Lanzo nel settembre 1919.
Il Comune di Torino gli ha intitolato una via nel quartiere Borgo Vittoria e lo stesso ha fatto il Comune di Lanzo Torinese.

## Opere principali
- Lanzo: studio storico, L. Roux e C., 1887
- Bianca di Monferrato, duchessa di Savoia, L. Roux, 1892
- I Marchesi del Vasto: studio genealogico, Fratelli Bocca Editori, 1893
- Il Regno di Tessaglia, 1204-1227, 1898
- I marchesi di Monferrato in Italia ed in oriente durante i secoli XII e XIII, Volumi 100-101 della Biblioteca della Società Storica Subalpina, Società Storica Subalpina, Casale Monferrato, 1926 (postumo)